# Nava de Francia
Nava de Francia is een gemeente in de Spaanse provincie Salamanca in de regio Castilië en León met een oppervlakte van 16,51 km². Nava de Francia telt 142 inwoners (1 januari 2016).

## Demografische ontwikkeling
Bron: INE, 1857-2011: volkstellingen